# Ленинское (Тимирязевский район)
Ленинское (каз. Ленинское) — село в Тимирязевском районе Северо-Казахстанской области Казахстана. Административный центр Ленинского сельского округа. Находится примерно в 40 км к юго-юго-западу (SSW) от села Тимирязево, административного центра района, на высоте 197 метров над уровнем моря. Код КАТО — 596247100.

## История
Указом ПВС Казахской ССР от 16.08.1971 года посёлку центральной усадьбы совхоза «Ленинский» присвоено наименование село Ленинское.

## Население
В 1999 году численность населения села составляла 941 человека (462 мужчины и 479 женщин). По данным переписи 2009 года в селе проживало 477 человек (223 мужчины и 254 женщины).